# Testament d'Alfons I d'Aragó i Pamplona (1131)

Regne d'Aragó i Pamplona sota la Dinastia Ximena
Dominis que el 1076 passaren a Sanç Ramires, rei d'Aragó i Pamplona
Comtat de Navarra pel que Pere I rei d'Aragó i Pamplona, reté homenatge el 1087 a Alfons VI de Castella
Dominis patrimonials de Sanç Ramires, rei d'Aragó i Pamplona
Terres conquerides per Sanç Ramires (1076-1094) i Pere I (1094-1104), reis d'Aragó i Pamplona
Terres conquerides per Alfons I (1104-1134), rei d'Aragó i Pamplona
Dominis regits per Alfons I rei d'Aragó i Pamplona
Dominis que al 1126 reclamà Alfons VII de Castella

El Testament d'Alfons I, rei d'Aragó i Pamplona fou fet per aquest rei l'octubre del 1131 durant el Setge de Baiona.

## Transcendència
Aquest testament és molt conegut entre els historiadors i tingué una transcendència inusual amb repercussions seculars. De resultes d'aquest i en no tenir descendents masculins, el rei Alfons I d'Aragó i Pamplona donà en herència tot el seu regne, tant el Regne d'Aragó com el Regne de Pamplona («totum regnum meum concedo») als Ordes militars. Aquest testament desencadenà un llarg i complex procés successori que desembocà d'una banda en la separació del Regne d'Aragó i el Regne de Pamplona, i de l'altra en l'adveniment del Casal comtal de Barcelona a la Casa reial d'Aragó.

## La mort d'Alfons I d'Aragó i Pamplona
A principis de 1133 Alfons I d'Aragó i Pamplona inicià el setge contra Madina Afraga conquerit primer la fortalesa de Mequinensa. El valí almoràvit de la ciutat Muhammad ibn 'Abd Allāh ibn Sa'd ibn Mardāniš demanà ajut a l'emir almoràvit Alí ibn Yússuf ibn Taixfín, que envià al general Zumbayr el Lantuni, al valí almoràvit de Balansiya Yahyā ibn Ali ibn Ġānīya, i al valí almoràvit de Làrida Abd Al·làh ibn Iyad. Atacaren conjuntament des de dins, i fora de la ciutat a les tropes aragoneses que hagueren d'aixecar el setge i retirar-se. El rei Alfons I va morir el 7 de setembre entre Almuniente i Poleñino a causa de les ferides, mentre els almoràvits prosseguiren la seva ofensiva i reconquerien Mequinensa.

## El testament
Primerament el rei concedeix diverses tinences: Estella per a la Catedral de Pamplona i el Monestir de Leire, Nàjera i Tobias per al Monestir de Santa Maria de Nàjera i el Monestir de Sant Millan de la Cogolla, Belardo per al Monestir de San Salvador de Oña, San Esteban de Gormaz i Almazán per al Monestir de Sant Salvador d'Oviedo, Calahorra, Cervera de Alhama i Tudején, per a la Catedral de Santiago de Compostela, Sangüenza per al Monestir de Santo Domingo de Silos, i el dot de la seua mare Felícia de Roucy format per Biel, Bailo, Astorito, Ardanés, i Sos, per al Monestir de Sant Joan de la Penya i el Monestir de San Pedro de Siresa.
En segon lloc nomena hereus als Ordes militars; després dona el «dominatum» (el domini de la terra com a senyor feudal) i el «principatum» (cabdillatge militar sobre els homes); seguidament dona la propietat del seu regne («regnum») als Ordes militars («A aquests tres concedeixo tot el meu regne»): Orde de Sant Joan de Jerusalem, Orde del Temple de Salomó i Orde del Sant Sepulcre de Jerusalem. El testament fou novament ratificat el 4 de setembre del 1134.
| « | En nom del bé més gran i incomparable, que és Déu. Jo Alfons, rei dels aragonesos i pamplonesos fins ribagorça, pensant en la meva sort i reflexionant que la naturalesa fa mortals a tots els homes, em vaig proposar, mentre tingués vida i salut, distribuir el regne que Déu em va concedir i les meves possessions i rendes de la manera més convenient per a després de la meva existència. Per tant, tement el judici diví, per a la salvació de la meva ànima i també la del meu pare i la meva mare i la de tots els meus familiars, faig aquest testament a Déu, a Nostre Senyor Jesucrist ia tots els seus sants. I amb bon ànim i espontània voluntat ofereixo a Déu, la Verge Maria de Pamplona ia Sant Salvador de Leire, el castell d'Estella, amb tota la vila i amb totes aquelles coses que pertanyen a la jurisdicció reial, de manera que una meitat sigui de Santa Maria i l'altra de Sant Salvador. De la mateixa manera, dono a Santa Maria de Nájera i San Millán, el castell de Nájera amb totes les coses o honors que pertanyen a aquest castell, també el castell de Tribia amb tot el seu honor, i de tot això, mitja part sigui de Santa Maria i l'altra de San Millán. Ofereixo també, a San Salvador de Oña el castell de Belorado amb tot el seu honor. Així mateix dono a San Salvador d'Oviedo, San Esteban de Gormaz i Almazán amb totes les seves pertinences. Dono també a Sant Jaume de Galícia, Calahorra, Cervera i Turtulón amb totes les seves pertinences. També a Santo Domingo de Silos dono el castell de Sangüesa, amb la vila, els dos burgs, el nou i el vell, i el seu mercat. Dono també a San Juan de la Peña ia Sant Pere de Siresa tota aquella dot que va ser de la meva mare, és a dir, Biel, Bailo, Astorit, Ardenes i Sosa, i tots aquells vens que es pogués descobrir que van ser béns dotals de la meva mare: i d'aquestes coses, mitja part sigui de Sant Pere de Siresa i l'altra mitja part sigui de San Juan de la Peña, amb totes les seves pertinences. I així també, per a després de la meva mort, deixo com a hereu i successor meu al Sepulcre del Senyor, que està a Jerusalem, i a aquells que el vigilen i custodien i allà mateix serveixen a Déu; i a l'Hospital dels Pobres, que està a Jerusalem; i al Temple del Senyor amb els cavallers que allí vigilen per defensar el nom de la cristiandat. A aquests tres concedeixo el meu regne, és a dir el domini [dominatum] que tinc sobre tota la terra del meu regne, així com el principat [principatum] i el dret que tinc sobre tots els homes de la meva terra, tant els religiosos com els laics, bisbes, abats, canonges, monjos, optimates, cavallers, burgesos, rústics i mercaders, homes i dones, petits i grans, rics i pobres, jueus i sarraïns, sota les mateixes lleis i tradicions, que el meu pare, el meu germà i jo fins avui ho vam tenir i hem de tenir. Dono a la milícia del Temple meu cavall amb totes les seves armes. I si Déu em donés Tortosa, que sigui de l'Hospital de Jerusalem. (Preterea, quia non est mirum si fallimur, quia homines sumus, si qua ego aut pater meus sive frater ecclesiis terre nostre, sedibus, aut monasteriis, de rebus, honoribus vel posessionibus iniuste abstulimus, rogamus et iubemus ut prelati et domini Sancti Sepulcri, et Ospitalis, et Templi, iuste restituant. Eodem modo, si cui homini meo, viro vel mulieri, clerico vel laico, aut ego aut aliquis antecesorum meorum hereditatem suam iniuste abstulimus, ipsi misericorditer et iuste restituant) Similarment, les propietats que per nos o pels nostres antecessors han de tenir per dret hereditari, excepte aquelles que són lliurades als llocs sants, íntegrament deixo al Sepulcre del Senyor i l'Hospital dels pobres i la milícia del Temple, de tal manera que després de la meva mort aquells que per mi les tenen, que les tinguin durant tota la seva vida com per mi, i, després de la mort d'ells, siguin íntegrament del Sepulcre i de l'Hospital, i de la milícia de Salomó, i d'aquell a qui volguessin donar-les. D'aquesta manera tot el meu regne, com sobreescrit està, i tota la meva terra, com jo tinc i com em va ser llegat pels meus antecessors, i com jo vaig adquirir o en el futur adquireixi, amb l'ajuda de Déu, qualsevol cosa que jo ara dono i en endavant legítimament podré donar, tot ho atorgo i concedeixo al Sepulcre de Crist, l'Hospital dels Pobres i al Temple del Senyor perquè ells ho tinguin i posseeixin en tres justes i iguals parts. Totes aquestes coses sobredites dono i concedeixo a Déu i als sants sobredits de manera que siguin pròpies i fermes com avui són meves, i tinguin potestat de donar i de treure. I si algun dels que tenen aquests honors i tindran en el futur volguessin aixecar-se en sobervia i no volguessin reconèixer a aquests sants com a mi, els meus homes i els meus fidels els acusin de traïció i baucia, com ho farien si jo estigués viu i present, i els ajudin per fe i sense engany. (Et si in vita mea placuerit michi quod de istis honoribus superius dictis voluerim relinquere vel sancte Marie vel sancto Iohanni de Pigna, vel aliis sanctis, illi qui tenuerint eas accipiant a me quod valeat) Tot això ho faig per a la salvació de l'ànima del meu pare i de la meva mare i la tramesa de tots els meus pecats i per merèixer un lloc en la vida eterna. Aquesta escriptura ha estat feta en (1131) l'era MC LXVIIII (era hispànica 1169), al mes d'octubre, durant el setge de Baiona. (Sancius Petre Rubee, scriptor regis, scripsit cartam) » | » |

## Valoració i anàlisi
Segons l'historiador Antonio Ubieto, el testament és fruit de l'avançada edat del rei, 61 anys, i de l'estat psicològic de "decrepitud mental i física". L'historiador aragonès també assenyala que, segons el seu parer, el testament era impracticable legalment perquè incomplia la legislacio en els següents aspectes:
- 1. El Regne d'Aragó, el Regne de Pamplona, el comtat de Ribagorça i el comtat de Sobrarb eren territoris patrimonials, és a dir, Alfons I d'Aragó i Pamplona els havia rebut en herència, i per tant, havien de quedar-se dins de la família
- 2. Els successors, els Ordes militars, no formaven part de la família del rei, i per tant, malgrat el testament, no podien rebre els regnes patrimonials
- 3. Alfons I d'Aragó i Pamplona tan sols podia donar els territoris acaptes, ço és, les terres conquerides per ell mateix, i que en el seu cas es limitaven al conquerit Regne de Saragossa
- 4. Malgrat que el testament establia, encara que fos amb una il·legalitat parcial, la donació íntegra del regnum, ço és, la terra regis, l'honor regalis, i els homes, als Ordes militars, no dictaminava que ostentaria la «potestas (poder) reial d'Aragó», ni tampoc qui ostentaria la «dignitat (títol) reial d'Aragó» (el rex).

## Conseqüències

### Les proclamacions del bisbe Ramir Sanxes a Aragó, i de Garcia Ramires a Pamplona
La donació íntegra del regnum que va fer Alfons I d'Aragó i Pamplona als Ordes militars era quelcom inassumible tant per a la noblesa aragonesa com per la navarresa. Al regne d'Aragó alguns nobles optaren per proclamar rex al bisbe Ramir Sanxes, germà del difunt rei Alfons I i, per tant, membre de la dinastia Ximena, mentre que els nobles navarresos optaren per proclamar rex a Garcia Ramires, també descendent d'una branca de la dinastia Ximena.
Entre els nobles navarresos que donaven suport a aquest darrer hi havia Ladrón Íñiguez que controlava els estratègics territoris d'Àlaba i Haro. La lleialtat de la noblesa era imprescindible, ja que Garcia Ramires procedia d'un fill bastard del darrer rei de Pamplona Sanç IV de Navarra.

### Les aspiracions d'Alfons VII de Castella
Per altra banda Alfons VII de Castella, per ser net d'Alfons VI de Castella, cosí carnal legítim del darrer rei de Pamplona i emparentat doncs amb la dinastia Ximena, també reclamà l'herència.

## Manuscrits i edicions
- Testament de 1131
  - ACA, Reg. I, fol. 5.
  - Bofarull, Pròsper: Colección de documentos inéditos del Archivo general de la Corona de Aragón; Barcelona, 1849; tom IV, pàg. 9, núm. 11.
- Darreres voluntats expressades a Sariñena el 1134
  - Archivo de San Juan de la Peña, ligarza 8, núm. 13.
  - Briz Martínez, Juan: Historia de San Juan de la Peña y de los Reyes de Aragón; Zaragoza, 1623; libro V, cap. 28, p. 804.